# Фан Тяу Чінь
Фан Тяу Чінь ( Phan Châu Trinh, кит.: 潘周楨   , 9 вересня 1871 - 24 березня 1926), ввічливе ім’я Tử Cán (梓 幹), псевдонім Tây Hồ (西湖) або Hi Mã (希馬), був в’єтнамським націоналістом початку 20 століття. Він прагнув припинити колоніальну окупацію Франції В'єтнаму . Він виступав як проти насильства, так і звертатися за підтримкою до інших країн, і натомість вірив у досягнення визволення В'єтнаму шляхом навчання населення та апеляції до французьких демократичних принципів. 

## Біографія
Фан Тяу Чінь народився в Тай Лак, провінція Кунг Нам в Аннамі, Французький Індокитай, 9 вересня 1872 року. Він був сином багатого землевласника та вченого. Його батько був бійцем у Повстанні вчених, але в 1885 році його вбили інші лідери заколоту, які підозрювали його у зрадництві. Це залишило Чіня сиротою у віці 13 років. Його старший брат виховував його класично. У 1901 році він отримав найвищий ступінь - мандарина. У 1905 році Трін подав у відставку з посади в мандаринській бюрократії. Він виступив категорично проти монархії, традиційного в'єтнамського суду, що зазнав китайського конфуціанського впливу та системи мандаринів. Він закликав припинити монархію та замінити її демократичною республікою. Познайомившись раніше з Фань Бой Чау в 1903 році, у березні / квітні 1906 року він поїхав до Гонконгу, а потім до Квангунга, щоб зустрітися з ним знову. Він пробрався туди переодягнений простим робітником. Потім він поїхав до Японії з Чау як частина руху Донг-Ду. Вони залишились в Йокогамі, де обладнали двоповерховий японський будинок для навчання студентів, який вони назвали Бінь Нго Хієн. У червні вони поїхали до Токіо, щоб перевірити японську освіту та політичну систему. 
Чінь не погодився з ранніми ідеями Чау просити про військову допомогу в Японії, оскільки він не довіряв японському мілітаризму. Він також мав інші розбіжності з філософією Чау. Тому вони мали дружні суперечки за кілька тижнів до того, як він повернувся до В’єтнаму. Повернувшись до В’єтнаму, він продовжував отримувати листи від Чау, де той міркував про свою протидію монархії та свою віру, що французи можуть бути використані. Чінь продовжив агітацію під гаслами на кшталт "Нагору з демократією, назовні з монархією" та "Використання французів у пошуках прогресу". Це дуже засмутило Чау і той переживав, що рух роздрібнюється і що зусилля зі збору коштів зазнають краху.     
У 1906 році він звернувся до французького генерал-губернатора Поля Бо. Він попросив французів виконати свою цивілізаційну місію. Він звинуватив їх у експлуатації села в'єтнамськими колаборантами. Він закликав Францію розвивати сучасні правові, освітні та економічні інститути у В'єтнамі та індустріалізувати країну, а також усунути залишки мандаринової системи. У 1907 році він відкрив сучасну патріотичну школу для молодих в'єтнамських чоловіків та жінок. Школа мала назву Đông Kinh Nghĩa Thục (вона ж Тонкінська безкоштовна школа) . Школа обережно уникала робити щось протизаконне. Її ідеї атакували жорстокість французької окупації В'єтнаму, але школярі також хотіли навчитися модернізації у французів. Школа вимагала від вчених відмовитись від своїх елітарних традицій і вчитися у широких мас. Це також пропонувало селянам сучасну освіту. Після того, як у 1908 році вибухнули повстання селян проти податків, Чінь був заарештований, а його школа була закрита. Він був засуджений до смертної кари, але вона була замінена на довічне ув'язнення після втручання його прогресивних шанувальників у Франції. Його відправили на острів Кон-Дао. У 1911 році, після трьох років, він був помилуваний і засуджений до домашнього арешту. Він сказав, що воліє повернутися до в'язниці, ніж мати часткову свободу. Тому натомість його депортували до Франції, де французи продовжували стежити за ним.     
Він поїхав до Парижа в 1915 році, щоб отримати підтримку прогресивних французьких політиків та в'єтнамських вигнанців. Там він працював з Хо Ші Міном, Фан Ван Чуєном у "Групі в'єтнамських патріотів". Група базувалася на 6 Villa des Gobelins. Там вони писали патріотичні статті, підписані іменем Нгуйен-Ай-Куек, яке пізніше використав Хо Чі Мін, "від імені Групи в'єтнамських патріотів". Він працював ретушером фотографій, щоб підтримувати себе, перебуваючи у Франції. Повернувся до Сайгону в 1925 році, де і помер 24 березня 1926 року у віці 53 років. На його похороні були присутні 60 000 людей, що спричинило великі акції протесту по всій країні з вимогою припинення французької колоніальної окупації, яка протрималась ще три десятиліття.     

## Спадщина
Більшість міст В’єтнаму назвали головні вулиці його іменем. 